# Хелголандски залив
Хелголандски залив је залив у Северном мору, источно од линије која спаја острво Терсхелинг са гребенима Хорнс Рева. У Хелголандски залив утичу реке Лаба, Везер, Јаде и Ема.  На обалама залива налазе се немачке луке Вилхелмсхафен (на ушћу Jade), Бремерхафен (на ушћу Везера) и Куксхафен (на ушћу Елбе).

## Историја
На ушћима река Лабе, Везера и Јаде су за време Првог светског рата била сидришта немачке флоте. У Хелголандском заливу су се одиграле 3 поморске битке; 1864, 1914. и 1917. 